# 真乗院 (幸手市千塚)
真乗院（しんじょういん）は、埼玉県幸手市にある真言宗智山派の寺院。なお、当寺の約6キロメートル東南東の同市惣新田に同名の寺がある。そちらの寺は真言宗豊山派である。

## 歴史
創建年代は不明である。ただ開山の秀雅法印が貞享年間（1684年 - 1688年）に寂していることから、江戸時代前期に創建されたものと推測される。同市の正福寺の末寺である。
1954年（昭和29年）に永譲によって中興された。この年に本堂を改築し、1963年（昭和38年）に庫裏を新築している。

## 交通アクセス
- 路線バス上高野停留所より徒歩30分。